# Adam Pettersson
Adam Pettersson, född 13 januari 1992 i Skellefteå, är en Ishockeyspelare som spelar för Modo Hockey i SHL.

## Klubbar
- Skellefteå AIK J20, SuperElit (2007/2008 - 2010/2011)
- IF Sundsvall Hockey, Allsvenskan (2010/2011 - 2011/2012)
- Skellefteå AIK, SHL (2009/2010 - )